# 康瑟爾格羅夫 (堪薩斯州)
康瑟爾格羅夫（英語：Council Grove）是一個位於美國堪薩斯州摩里斯縣的城市。同時該地也是摩里斯縣的縣治。

## 地方資料
康瑟爾格羅夫的座標為38°39′38″N 96°29′23″W / 38.66056°N 96.48972°W，而該地的海拔高度為376米（即1234英尺）。根據2010年美國人口普查，該地共人口2140人，而該地的面積約為5.32平方千米。